# 브리트니 대니얼
브리트니 대니얼(Brittany Daniel, 1976년 3월 17일 ~ )은 미국의 배우이다.

## 출연 작품
- 조는 못말려 2: 뷰티풀 루저 (2015)
- 스카이라인 (2010)
- 더 게임 (2006)
- 해밀턴 가족 (2006)
- 리틀 맨 (2006)
- 더러운경찰 (2005)
- 필라델피아는 언제나 맑음 시즌1 (2005)
- 클럽 드레드 (2004, Club Dread)
- 화이트 칙스 (2004)
- 카슨 데일리 쇼 (2002)
- 조는 못말려 (2001)
- 싱크홀 (2000)
- 에어포스 21 (1999)
- 도슨의 청춘일기 (1998)
- 바스켓볼 다이어리 (1995)
- 스위티 밸리 하이 (1994)